# William B. Post
William Boyd Post (Nueva York, 26 de diciembre de 1857-Fryeburg, 12 de junio de 1921) fue un fotógrafo estadounidense, pionero de la fotografía artística en su país. Se le considera uno de los primeros pictorialistas.

## Biografía
Fue uno de los primeros fotógrafos de Estados Unidos en centrarse en la fotografía como forma de expresión artística.
Nació en Nueva York pero finalmente se estableció en Maine. Allí se dedicó en profundidad al paisaje, que quedó reflejado en su obra fotográfica. Utilizando la técnica del suavizado, produjo una serie de impresiones en platino de manzanos en flor, prados y campos durante la cosecha, escenas con nenúfares, escenas con nieve, etc. Sus obras son particularmente valoradas por sus ricos tonos, carácter contemplativo y delicada sensibilidad.
Fue miembro del Camera Club of New York y publicó en su revista Camera Notes. Sus obras fueron admiradas y reconocidas por Alfred Stieglitz, con quien cofundó el famoso club Photo-Secession en 1903.
Sus obras se encuentran en las colecciones del Instituto de Arte de Minneapolis, el Museo de Arte Americano de Washington D. C. y el Museo J. Paul Getty de Los Ángeles.

## Galería

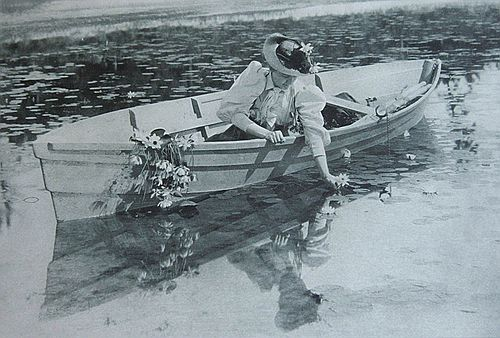
Días de verano, 1895.
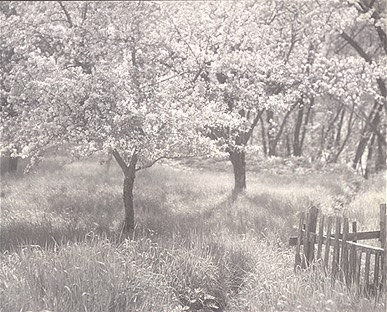
Manzanos en flor, 1897.
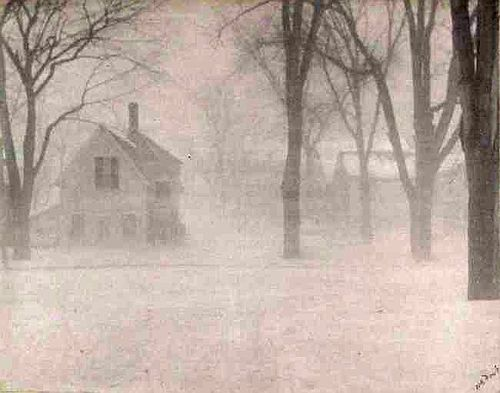
Un pueblo de Nueva Inglaterra en la niebla, 1905.
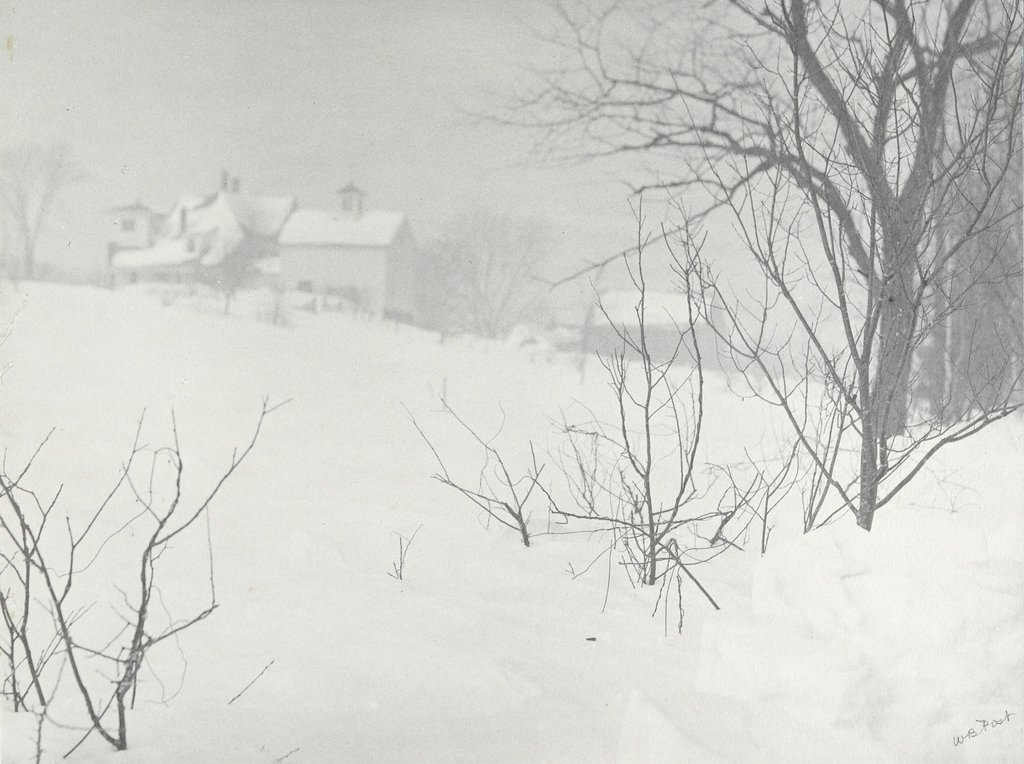
Paisaje de invierno, Fryeburg, Maine, c. 1904.
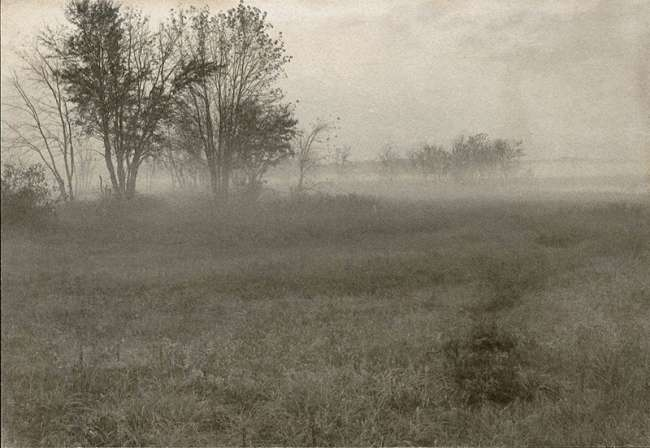
Paisaje en la niebla, 1905.
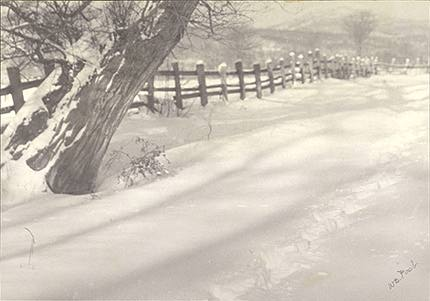
Un camino en la nieve, 1897.
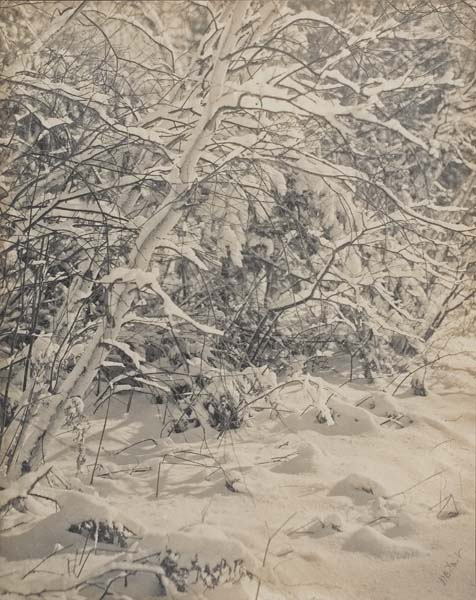
Ramas cubiertas de nieve, 1905.
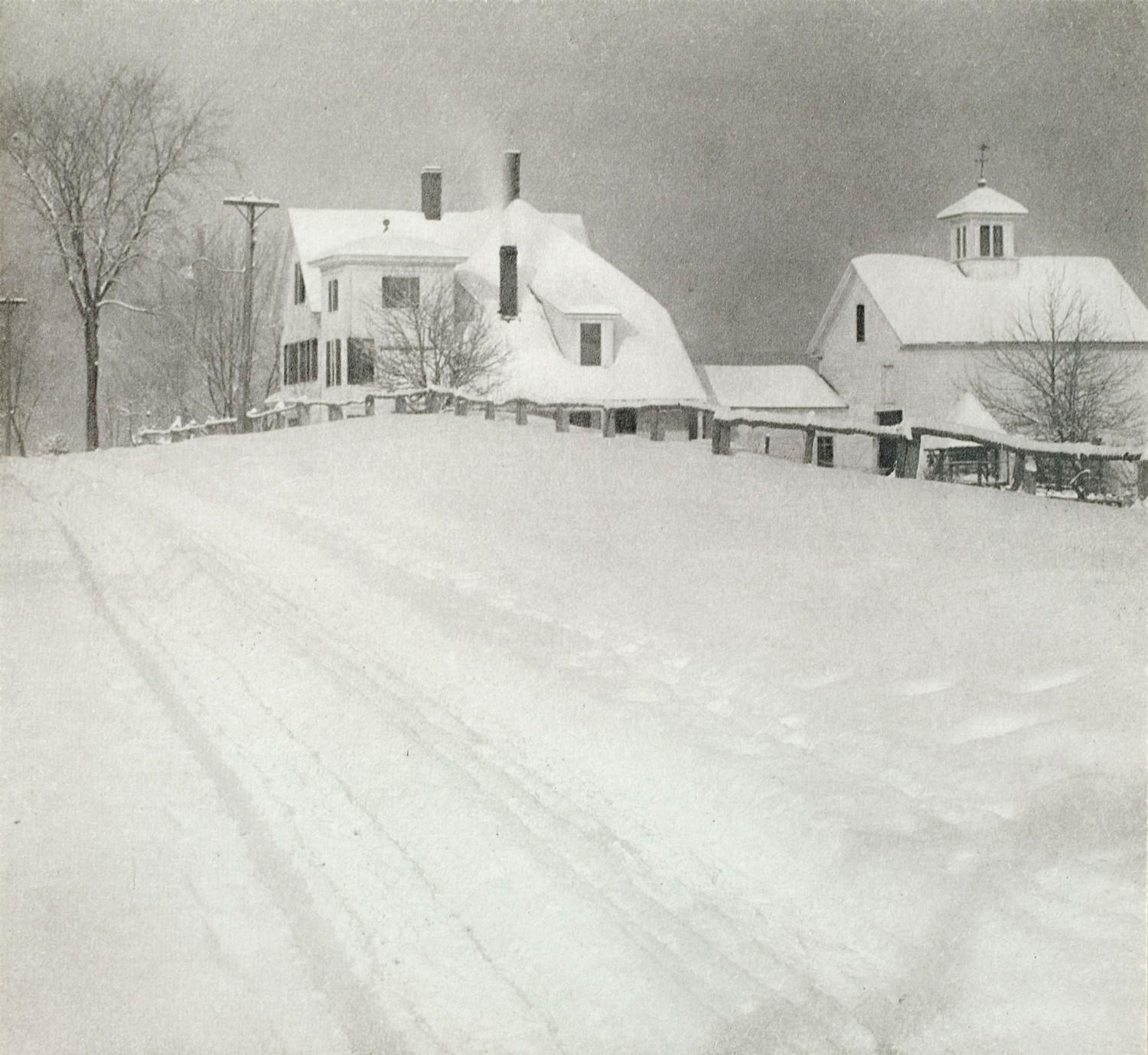
Clima inviernal, 1904.